# Frank Lloyd
Frank Lloyd (Glasgow, 2 de febrero de 1886 - Santa Mónica, California, 10 de agosto de 1960) fue un director, guionista y productor de cine escocés. Lloyd fue uno de los fundadores de la Academia de las Artes y las Ciencias Cinematográficas de Hollywood, siendo presidente de la misma entre 1934 y 1935.
Tiene una estrella en el Paseo de la Fama de Hollywood, situada en el 6669 de Hollywood Boulevard.

## Primeros años e inicio de carrera
Lloyd nació en Cambuslang, a las afueras de Glasgow, el menor de siete hermanos. Su madre, Jane, era escocesa y su padre, Edmund Lloyd, galés, ingeniero mecánico.  La familia viajó por el país hasta que su padre se lesionó y abandonó la ingeniería. Se establecieron en Shepherd's Bush, Londres, donde la familia regentaba un pub. Lloyd trabajó en una zapatería, cantó en grupos corales y se unió a un grupo de vodevil.
En 1909 emigró a Canadá, donde trabajó en un rancho en Alberta durante un año. También erigió postes y escribió para una compañía telefónica, y luego se unió a un espectáculo itinerante como actor y cantante. El espectáculo terminó en Los Ángeles en 1913 y Lloyd decidió quedarse allí para actuar en películas de Hollywood.

## Director de cine

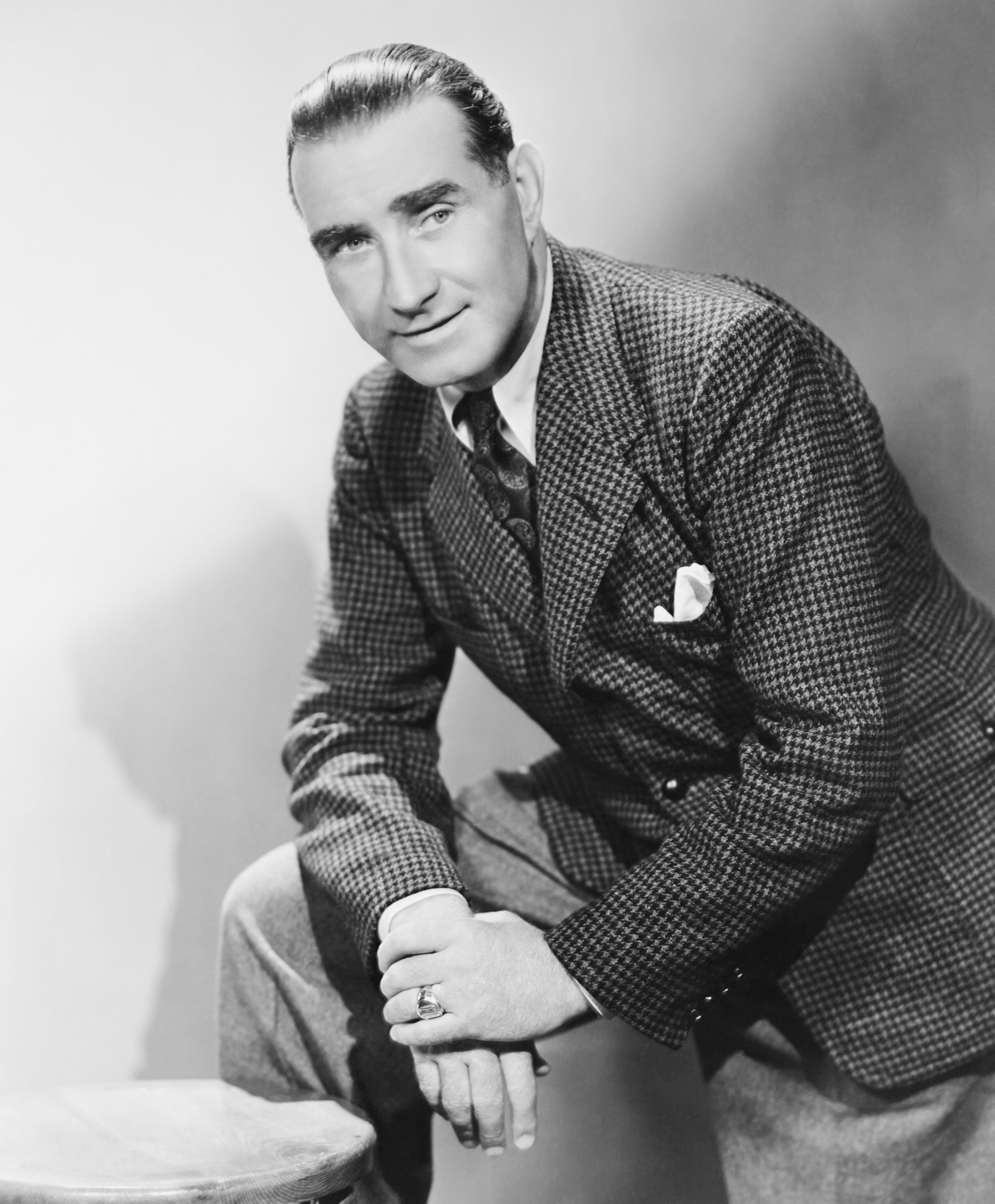
Frank Lloyd en 1939.

Comenzó dirigiendo cortometrajes para Paramount y luego pasó a películas de mayor duración: El caballero de Indiana (1915), Jane (1915), El candidato reformista (1916), Las lenguas de los hombres (1916), La llamada de los Cumberland (1916), Madame la Presidente (1916) con Anna Held, El código de Marcia Gray (1916), David Garrick (película de 1916), La creación de Maddalena (1916), Un matrimonio internacional (1916) y El amor más fuerte (1916). La intriga (1916) fue producida por Pallas Films y estrenada por Paramount. El biógrafo de Lloyd argumentó que sus primeras películas «no son 'obras maestras', pero están a la altura de las películas de otros directores secundarios de la época. En otras palabras, no son comparables a las dirigidas por D.W. Griffith, pero son tan buenas como las dirigidas por Allan Dwan».
Después de trabajar para Paramount pasó a la Fox en 1916, luego a Goldwyn, posteriormente a First National, para volver a Paramount en 1926.
En su carrera predominó, por encima del género que abordaba en cada film (drama, comedia, aventuras, etc.), un sentido del espectáculo muy marcado, como corresponde a los grandes pioneros del cine estadounidense (David W. Griffith, Raoul Walsh, Edwin S. Porter). Su popularidad comenzó a principios de la década de 1920 con su exitosa adaptación del Oliver Twist de Dickens, en 1922, dirigiendo a la estrella del cine fantástico y de terror Lon Chaney y al jovencísimo Jackie Coogan, famoso por haber sido El chico, de Charles Chaplin, el año anterior. En 1923, realizó una de las primeras películas de Clara Bow, El pecado de volver a ser joven, y ya en 1926 rodó la que fuera su película más taquillera hasta la fecha, El águila del mar, todavía hoy reconocida como uno de los grandes clásicos del cine de aventuras.
Pero, sin duda, el período de mayor fama y prestigio para el director llegó con el cine sonoro: La cárcel redentora (1929) proporcionó una nominación al Óscar a su protagonista, Richard Barthelmess; Vidas truncadas (1931) supuso el único film que protagonizaron juntos dos de los mitos de la escena teatral de EE. UU.: el matrimonio Fontaine; Cabalgata (1933), una de las películas más famosas del cine estadounidense de la década, que arrasó en los Óscar de aquel año; Mutiny on the Bounty (1935), con el mítico duelo interpretativo entre Clark Gable y Charles Laughton. 
En la década de 1940, su producción comenzó a bajar, al tiempo que lo hacía el éxito de público de sus filmes, pero aún logró estrenar Sangre sobre el sol (1945), con James Cagney y Sylvia Sidney. Se retiró a finales de los 50.

## Filmografía
- A Page from Life (1914)
- Traffic in Babies (1914)
- The Chorus Girl's Thanksgiving (1914)
- The Link That Binds (1914)
- The Vagabond (1914)
- As the Wind Blows (1914)
- A Prince of Bavaria (1914)
- The Mexican's Last Raid (1914)
- The Law of His Kind (1914)
- The Reform Candidate (1915)
- Jane (1915)
- The Gentleman from Indiana (1915)
- Dr. Mason's Temptation (1915)
- A Double Deal in Pork (1915)
- In the Grasp of the Law (1915)
- The Source of Happiness (1915)
- Paternal Love (1915)
- For His Superior's Honor (1915)
- According to Value (1915)
- Billie's Baby (1915)
- Eleven to One (1915)
- Little Mr. Fixer (1915)
- From the Shadows (1915)
- Their Golden Wedding (1915)
- Trickery (1915)
- Fate's Alibi (1915)
- The Toll of Youth (1915)

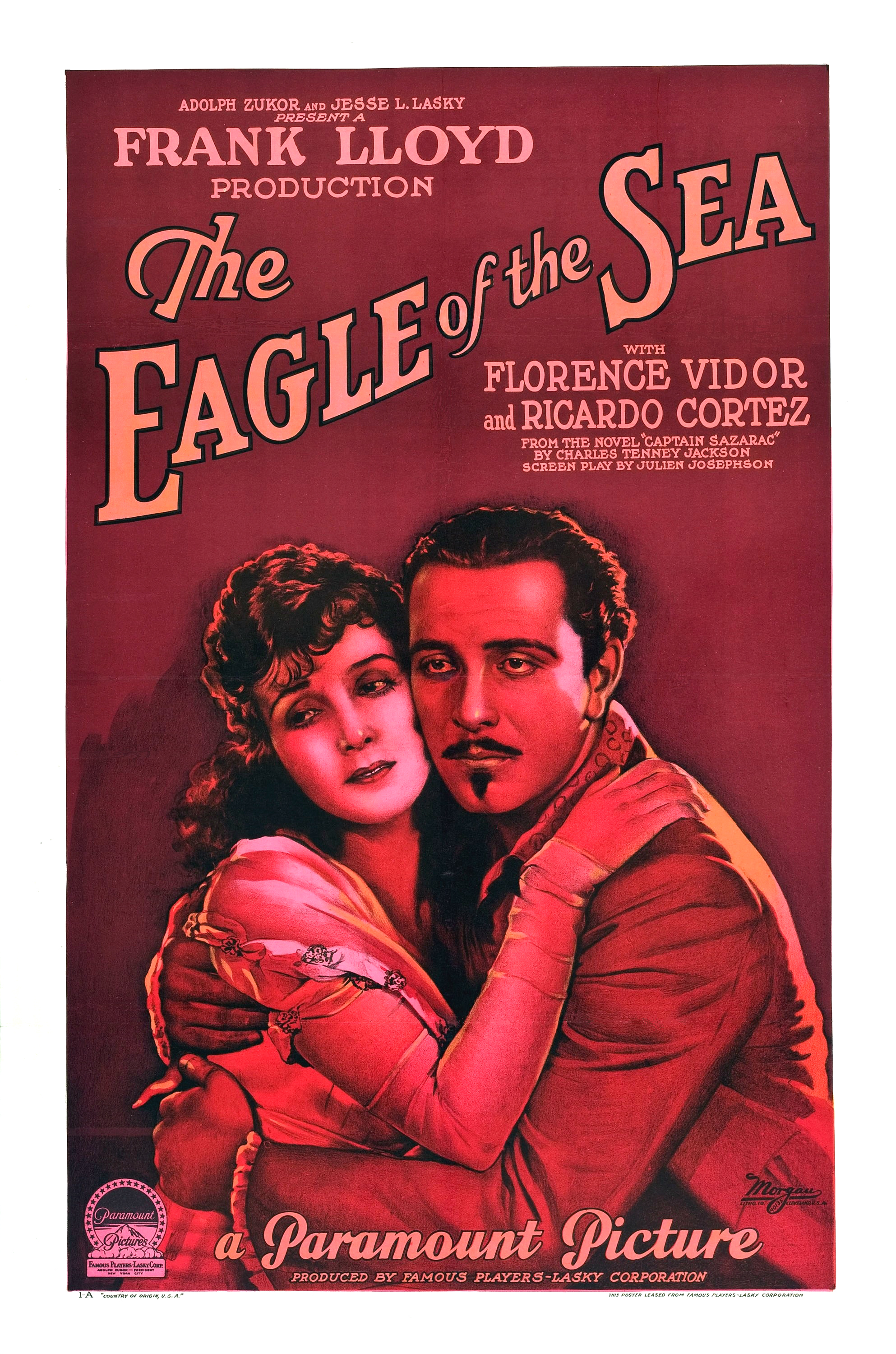
Afiche de El águila del mar (The eagle of the sea) (1926).

- The Little Girl of the Attic (1915)
- $100,000 (1915)
- The Prophet of the Hills (1915)
- Nature's Triumph (1915)
- When the Spider Tore Loose (1915)
- Life's Furrow (1915)
- His Captive (1915)
- The Pinch (1915)
- His Last Trick (1915)
- The Bay of Seven Isles (1915)
- To Redeem an Oath (1915)
- An Arrangement with Fate (1915)
- Martin Lowe, Financier (1915)
- His Last Serenade (1915)
- Wolves of Society (1915)
- The Temptation of Edwin Shayne (1915)
- Pawns of Fate (1915)
- 10,000 Dollars (1915)
- To Redeem a Value (1915)
- The World and the Woman (1916)
- Sins of Her Parent (1916)

- The Intrigue (1916)
- The Stronger Love (1916)
- An International Marriage (1916)
- The Making of Maddalena (1916)
- David Garrick (1916)
- The Code of Marcia Gray (1916)
- Madame la Presidente (1916)
- The Call of the Cumberlands (1916)
- The Tongues of Men (1916)
- The Heart of a Lion (1917)
- Misérables, Les (1917)
- When a Man Sees Red (1917)
- American Methods (1917)
- A Tale of Two Cities (1917)
- The Price of Silence (1917)
- The Kingdom of Love (1917)
- For Freedom (1918)
- United States Fourth Liberty Loan Drive (1918)
- The Rainbow Trail (1918)
- His Extra Bit (1918)
- Riders of the Purple Sage (1918)
- True Blue (1918)
- The Blindness of Divorce (1918)
- The Loves of Letty (1919)
- The World and Its Woman (1919)
- Pitfalls of a Big City (1919)
- The Man Hunter (1919)
- The Great Lover (1920)
- Madame X (1920)
- The Silver Horde (1920)
- The Woman in Room 13 (1920)
- The Grim Comedian (1921)
- The Invisible Power (1921)
- A Voice in the Dark (1921)
- Roads of Destiny (1921)
- A Tale of Two Worlds (1921)
- El hombre de río perdido (The man from lost river) (1921)
- La eterna llama (The eternal flame) (1922)
- Oliver Twist (Oliver Twist) (1922)
- Cenizas de odio (Ashes of vengeance) (1923)

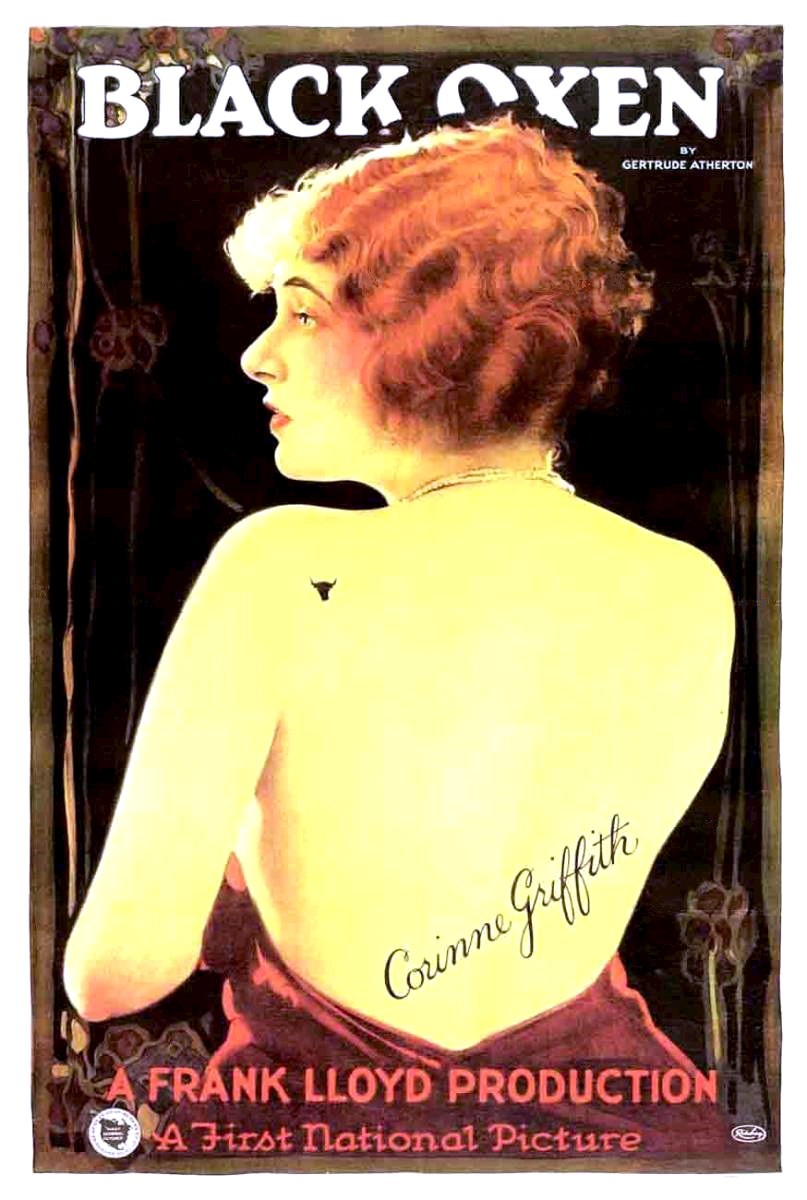
Afiche de Black Oxen, El pecado de volver a ser joven.

- El pecado de volver a ser joven (Black oxen) (1923)
- El gavilán de los mares (The sea hawk) (1924)
- El águila del mar (The eagle of the sea) (1926)
- Los hijos del divorcio (1927) codirigida con Josef von Sternberg
- Adoración (Adoration) (1928)
- Trafalgar (The divine lady) (1929)
- La cárcel redentora (Weary river) (1929)
- Drag (Drag) (1929)
- Héroes de la noche (Young nowheres) (1929)
- Sin patria (The lash) (1930)
- La edad de amar (The age for love) (1931)
- Vidas truncadas (East Lynne) (1931)
- La indeseable (A passport to hell) (1932)
- Cabalgata (Cavalcade) (1933)
- Hoopla (Hoop-La) (1933)
- Rebelión a bordo (Mutiny on the Bounty) (1935)
- Bajo dos banderas (Under two flags) (1936)
- Una nación en marcha (Wells Fargo) (1937)
- Si yo fuera rey (If i were king) (1938)
- Señores del mar (Rulers of the sea) (1939)
- Fruto dorado (1940)
- Una mujer de carácter (The lady from Cheyenne) (1941)
- Rey de los mares (This woman is mine) (1941)
- Siempre y un día (Forever and a day) (1943)

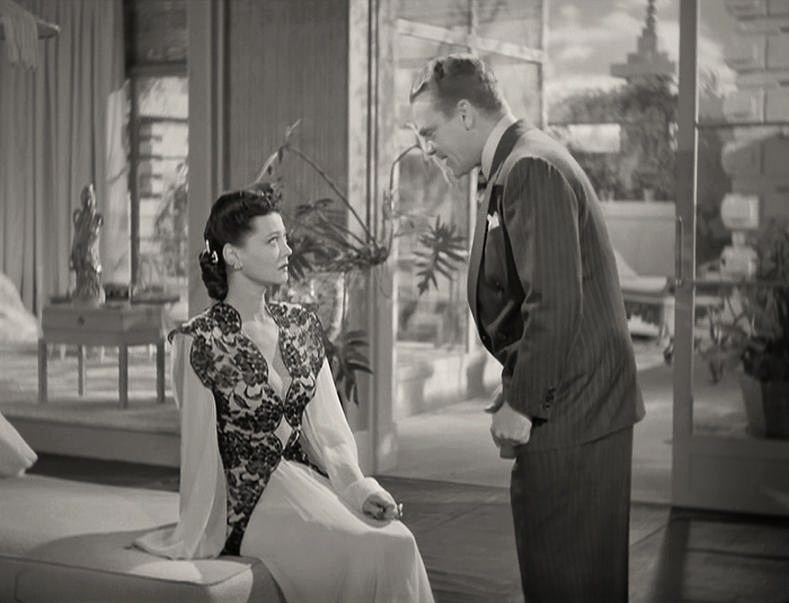
Fotograma de Sangre sobre el sol (Blood on the sun) donde aparecen Sylvia Sidney y James Cagney.

- Sangre sobre el sol (Blood on the sun) (1945)
- Aventura en Shanghai (The Shanghai story) (1954)
- Última orden (The last command) (1955)

## Premios y distinciones

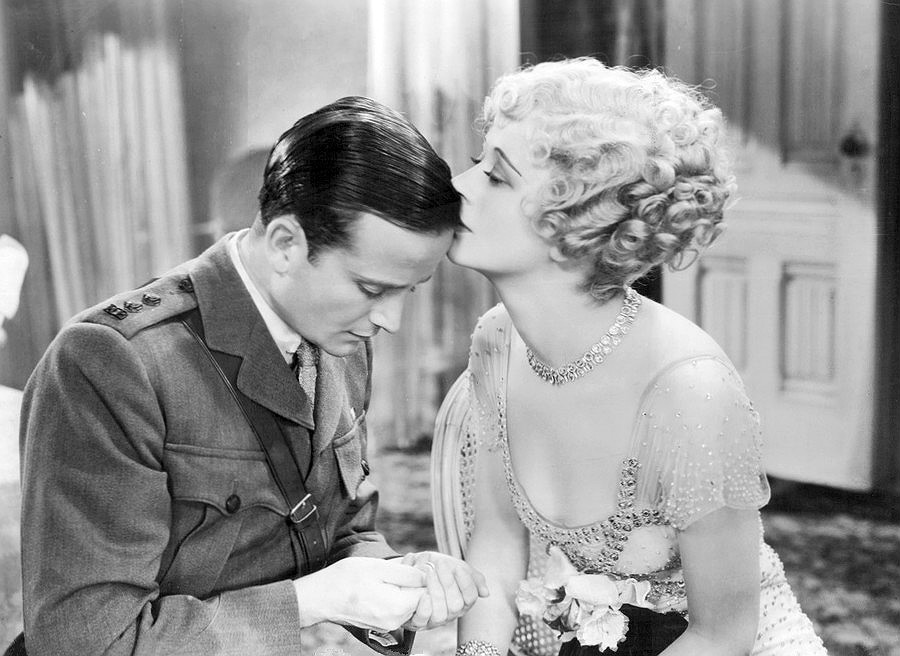
Los actores Ursula Jeans y Frank Lawton en una escena de la película Cavalcade (Cabalgata).

Premios Óscar
| Año  | Categoría      | Película         | Resultado |
| ---- | -------------- | ---------------- | --------- |
| 1929 | Mejor Director | Trafalgar        | Ganador   |
| 1929 | Mejor Director | Drag             | Nominado  |
| 1929 | Mejor Director | Cárcel redentora | Nominado  |
| 1933 | Mejor Director | Cabalgata        | Ganador   |
| 1936 | Mejor Director | Rebelión a bordo | Nominado  |

## Rol en el éxito deEl motín del Bounty

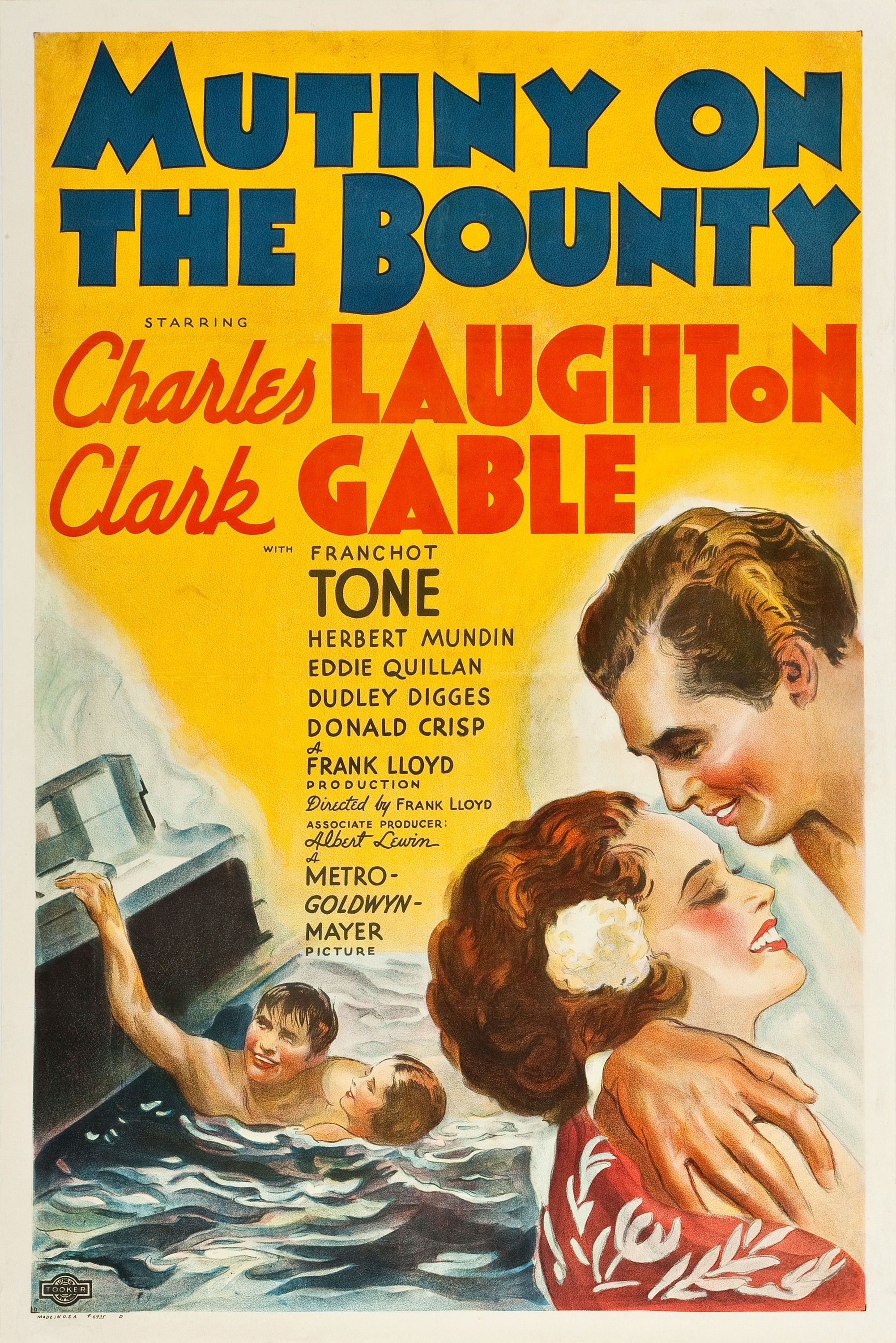
Afiche de "Mutiny on the Bounty".

Frank Lloyd hizo contribuciones significativas a la película El Motín del Bounty (1935), una adaptación cinematográfica de la famosa novela de Charles Nordhoff y James Norman Hall. Como director de la película, Lloyd aportó una combinación única de experiencia técnica, narrativa visual y profundidad argumental que convirtió a la película en una de las más memorables de su época.
La dirección de Lloyd fue fundamental para llevar a la pantalla la épica historia de la rebelión a bordo del HMS Bounty. La película, protagonizada por Clark Gable como Fletcher Christian y Charles Laughton como el capitán Bligh, presentaba impresionantes secuencias de acción en el mar y momentos dramáticos que requerían una cuidadosa coordinación y hábiles técnicas cinematográficas. La capacidad de Lloyd para crear una sensación de tensión y drama, especialmente en los momentos clave de la película, como el motín y los juicios posteriores, jugó un papel crucial para hacer que la película fuera una experiencia fascinante para la audiencia.
Una de las contribuciones significativas de Lloyd a la película fue su enfoque en el realismo. Supervisó la construcción de una réplica del barco Bounty, lo que aportó autenticidad a los escenarios marítimos de la película. El uso de barcos reales y la filmación en locaciones ayudaron a sumergir a la audiencia en el mundo de la vida naval británica del siglo XVIII. Además, la visión de Lloyd para la película fue apoyada por su colaboración con el talentoso cinematógrafo Leonard Smith, cuyas amplias tomas del océano y su preciso trabajo de iluminación añadieron grandiosidad a la producción.
Lloyd también se aseguró de que las interpretaciones fueran convincentes y profundas. Su dirección de los actores principales —la apasionada y carismática interpretación de Gable como Christian y la escalofriante autoridad de Laughton como Bligh— fue clave para el éxito de la película. La orientación de Lloyd para crear un conflicto palpable entre los dos personajes fue fundamental para impulsar los temas centrales de la película sobre la autoridad, el poder y la rebelión.
En última instancia, las contribuciones de Frank Lloyd como director fueron fundamentales para el éxito de Mutiny on the Bounty. La película recibió elogios de la crítica y ganó el Premio de la Academia a la Mejor Película, consolidando el lugar de Lloyd en la historia del cine.